# Micrathyria cambridgei
Micrathyria cambridgei är en trollsländeart som beskrevs av Kirby 1897. Micrathyria cambridgei ingår i släktet Micrathyria och familjen segeltrollsländor. Inga underarter finns listade i Catalogue of Life.